# 王仁昫

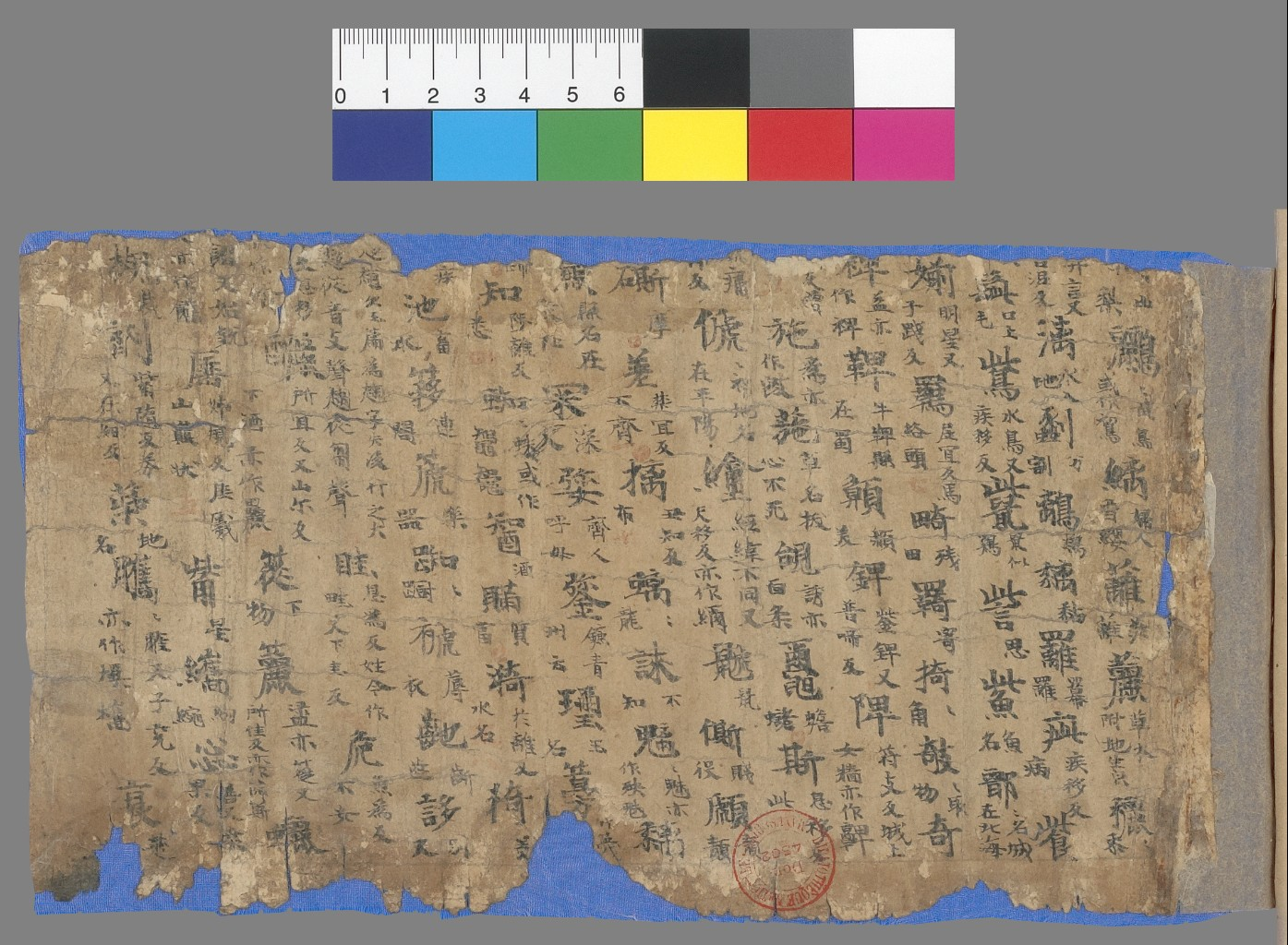
敦煌发现的王仁昫《刊谬补缺切韵》残卷，编号Pelliot chinois 2011，被简称为《王一》，现藏法国国家图书馆

王仁昫，字德温，唐朝音韵学家，唐中宗时期人物，曾任衢州信安县尉。
隋朝陆法言作《切韵》多有缺误，唐朝有很多补正的人。當中，王仁昫著《刊谬补缺切韵》，对《切韵》加以刊误、增字、加注，分一百九十五韵，较《切韵》增“俨”、“酽”两韵，是研究《切韵》的重要资料。故宫博物院曾影印宋濂跋本较为完整。另有敦煌残卷与项元汴之跋本。